# فاليري فوروبيوف
فاليري فوروبيوف (بالأوكرانية: Воробйов Валерій Олександрович)‏ هو لاعب كرة قدم أوكراني في مركز حراسة المرمى، ولد في 14 يناير 1970 في دنيبرو في أوكرانيا. شارك مع منتخب أوكرانيا لكرة القدم. أما مع النوادي، فقد لعب مع أرسنال كييف وتوربيدو موسكو ودينامو كييف ونادي دنيبرو دنيبروبتروفسك ونادي فورسكلا بولتافا.

## وصلات خارجية
- فاليري فوروبيوف على موقع اتحاد أوكرانيا (الإنجليزية)
- فاليري فوروبيوف على موقع قاعدة بيانات كرة القدم.إي يو (الإنجليزية)
- فاليري فوروبيوف على موقع ناشيونال فوتبول تيمز (الإنجليزية)
- فاليري فوروبيوف على موقع Soccerway.com (الإنجليزية)